# Atlanticus monticola
Atlanticus monticola är en insektsart som beskrevs av Davis, W.T. 1915. Atlanticus monticola ingår i släktet Atlanticus och familjen vårtbitare. Inga underarter finns listade i Catalogue of Life.